# Soft-Computing

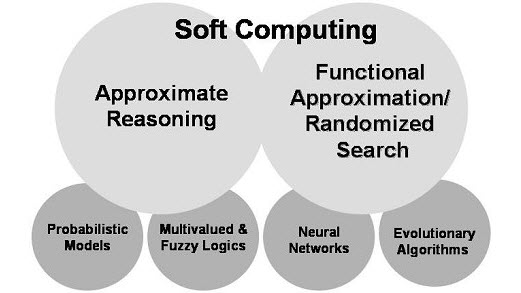
Soft-Computing

Soft-Computing ist ein Sammelbegriff für verschiedene Arbeitsgebiete der Informatik, die sich mit approximativen Lösungsverfahren befassen, die der natürlichen Informationsverarbeitung ähneln. Abgegrenzt werden diese Disziplinen damit von den exakten numerischen Verfahren, für die Computer traditionell eingesetzt werden.

## Ursprung und Abgrenzung des Begriffs
Eingeführt wurde der Begriff Anfang der 1990er-Jahre von Lotfi Zadeh, dem Begründer der Fuzzylogik.  Als Ziel des Soft-Computing formulierte er, „die Fähigkeit des Menschen nachzuahmen, effektiv Methoden des vernünftigen Schließens einzusetzen, die nur approximativ und nicht exakt sind.“
Als Kerngebiete des Soft-Computings zählen die folgenden Teilgebiete der Künstlichen Intelligenz:
- Künstliche neuronale Netze
- Unscharfes Schließen, insbesondere mittels Fuzzylogik und Fuzzy-Mengen
- Probabilistisches Schließen
- Evolutionäre Algorithmen

Hinzugerechnet werden häufig auch die Arbeitsgebiete Maschinelles Lernen, Rough-Set-Theorie, Ansätze aus der Chaosforschung sowie Support-Vektor-Maschinen.
Als wichtiges Ziel von Soft-Computing kann Computational Intelligence (CI) angesehen werden. Allerdings wird letzterer, vom Institute of Electrical and Electronics Engineers (IEEE) geprägter Begriff nicht selten synonym zu Soft-Computing verwendet, zumindest bestehen weitgehende Überschneidungen.

## Anwendungen
Die verschiedenen Arbeitsgebiete des Soft-Computing haben sich in unterschiedlichen Bereichen bewährt. Evolutionäre Algorithmen kommen bei Optimierungsproblemen zum Einsatz, die Fuzzylogik ist bei regelungstechnischen Anwendungen dominant, während der Einsatz von Künstlichen Neuronalen Netzen sich bei Klassifikation und Mustererkennung bewährt hat. Auch bei der Theoriebildung in verschiedenen Wissensgebieten spielt Soft-Computing eine Rolle, wie etwa bei den Neurowissenschaften oder der Evolutionsforschung oder verschiedenen Ingenieurwissenschaften.
Forschungsansätze der neueren Zeit versuchen, mit der Entwicklung von Hybridsystemen die verschiedenen Soft-Computing-Ansätze zu kombinieren oder diese mit klassischen Verfahren zu vereinen. Ziel dabei ist, die Vorteile der verschiedenen Ansätze zu vereinen.